# Sitara Begum
Sitara Begum é uma médica do Bangladesh, oficial do Exército e heroína de guerra. É uma das duas mulheres no Bangladesh que recebeu o prémio Bir Protik. Ela desempenhou um papel magnífico no Setor 2 durante a Guerra de Libertação do Bangladesh em 1971.

## Juventude
Begum nasceu em Kishoreganj em 1946.⁣ O seu pai, Israil Mian, era advogado. Ela formou-se no Holy Cross College, Dhaka e completou o seu MBBS no Dhaka Medical College. O seu irmão era o major Abu Taher Mohammad Haider.

## Carreira
Begum foi comissionada no Corpo Médico do Exército do Paquistão em 1970 como tenente. Ela e o seu irmão estavam colocados em Comilla Cantonment. Após o início da guerra de libertação do Bangladesh, ela e os seus pais, com a ajuda de membros da Mukti Bahini, mudaram-se de Kishorganj para Meghalaya. Ela então foi nomeada comandante do Hospital Bangladesh, um hospital Mukti Bahini localizado na Índia que funcionou durante a guerra. Ela regressou a Dhaka após a independência do Bangladesh.
Begum deixou o Bangladesh depois de o seu irmão ter sido morto no golpe de estado de Bangladesh a 7 de novembro de 1975 e passou a viver nos Estados Unidos.